# Cosme I de Mèdici
Cosme I de Mèdici (Florència, República de Florència, 12 de juny de 1519 - Villa di Castello, Gran Ducat de Toscana, 21 d'abril de 1574) va ser duc de Florència des de 1537 fins al 1569, moment en què va esdevenir Gran Duc de Toscana fins a la seva mort.

## Biografia
Va nàixer el 12 de juny de 1519 a la ciutat de Florència, fill del famós condottiere Giovanni dalle Bande Nere de Forlì i de Maria Salviati. Per línia paterna fou net de Giovanni de Mèdici i Caterina Sforza, i per línia materna de Jacopo Salviati i Lucrècia de Mèdici.

## Duc de Florència

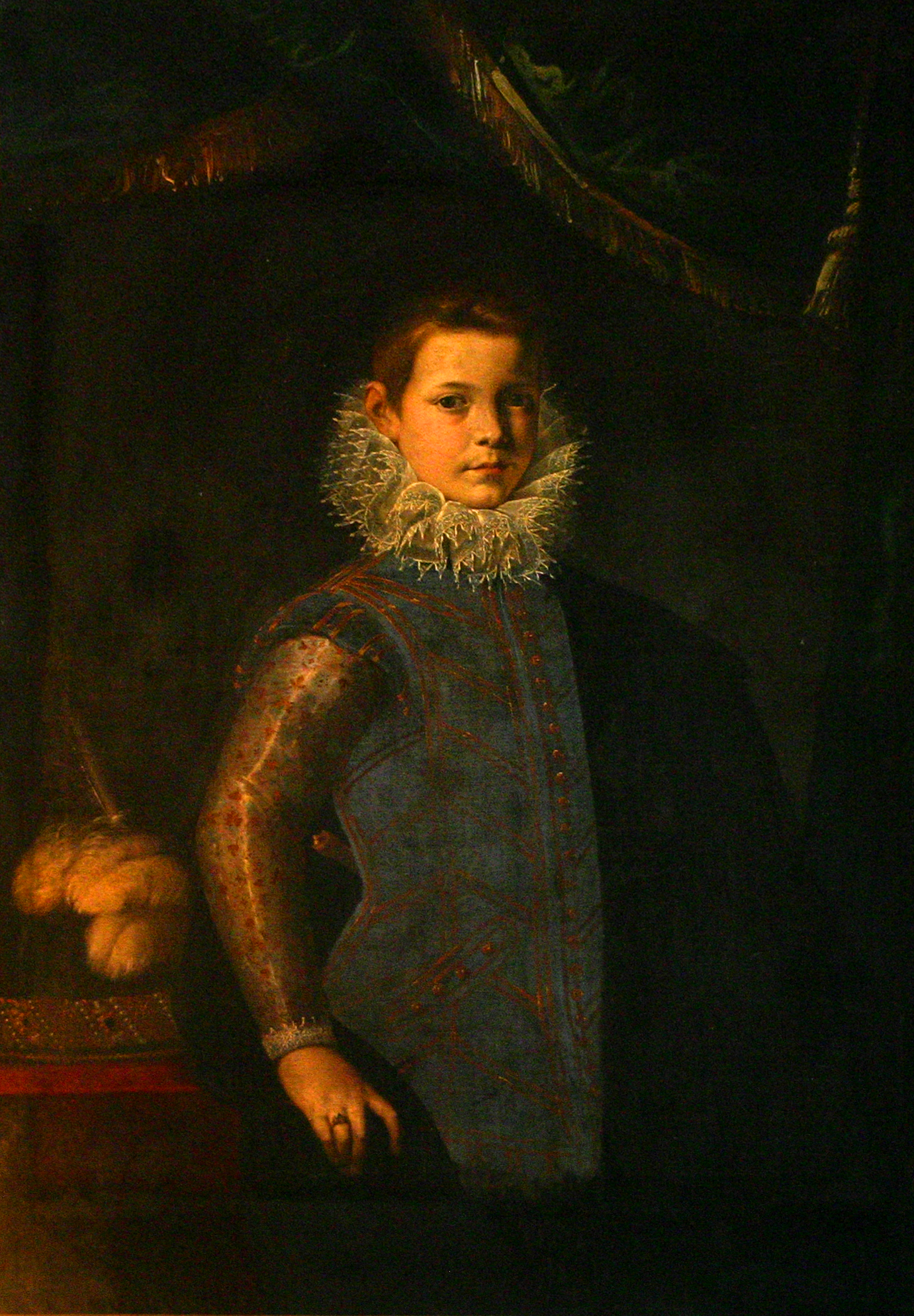
Cosme I de Mèdici sent un infant, obra realitzada per Ticià.

Va ascendir al poder als disset anys, quan el duc Alexandre de Mèdici fou assassinat l'any 1537 a mans del seu parent Lorenzino de Mèdici. Atés que tots els descendents barons d'Alexandre eren il·legítims, fou escollit Cosme I, pertanyent a una branca de la família Mèdici i que havia residit habitualment a Mugello, per la qual cosa era pràcticament desconegut a Florència. Amb tot, la major part dels personatges influents de la ciutat li van fer costat, en alguns casos potser esperant poder manipular-lo atesa la seua curta edat. Però com va dir Benedetto Varchi en una frase que s'ha fet cèlebre, «el golafre feia un compte i el taverner en feia un altre». Cosme I va mostrar-se tenaç, astut i ambiciós, i aviat va rebutjar la clàusula que havia signat i que el sotmetia massa al poder del Consell dels Quaranta-vuit.
Quan els exiliats florentins van assabentar-se de la mort d'Alexandre, van aliar-se amb França i amb els veïns enemics de Florència. Durant aquesta època, Cosme I va tenir una filla il·legítima, Bia (1537-1542), que va ser retratada poc abans de la seua prematura mort per Bronzino.
Cap a la fi de juliol de 1537 els exiliats van marxar sobre la Toscana sota el comandament de Bernardo Salviati i Piero Strozzi. Quan Cosme va assabentar-se que s'acostava l'enemic va enviar-hi les seues millors tropes, comandades per Alessandro Vitelli. Els exèrcits es van enfrontar a Montemurlo, una fortalesa que havia pertangut als Nerli. Després de vèncer l'exèrcit dels exiliats, Vitelli va atacar la fortalesa, on Strozzi i un grapat dels seus companys s'havien refugiat. La fortalesa va caure en qüestió d'hores i Cosme va poder celebrar així la seua primera victòria. Els presoners prominents van ser decapitats a la Piazza o al Bargello. El cos de Filippo Strozzi va ser trobat al costat d'una espasa tacada de sang i amb una nota que citava paraules de Virgili, però hom creu que el seu presumpte suïcidi va ser una farsa.
Al juny de 1537 Cosme va ser reconegut com a cap de l'Estat Florentí per l'emperador Carles V, a canvi de la seua ajuda contra França en el curs de les Guerres d'Itàlia. Amb aquesta jugada, Cosme va poder restaurar fermament el poder dels Mèdici, que haurien de governar Florència fins a la mort del darrer dels Grans Ducs, Joan Gastó de Mèdici (1671-1737).
De seguida, Cosme es va fixar en la República de Siena. Amb el suport de l'emperador va vèncer els senesos a la batalla de Marciano (1554), i va sotmetre a setge la ciutat. Malgrat la desesperada resistència dels ciutadans de Siena, el 17 d'abril de 1555, després d'un setge de 15 mesos, la ciutat va caure: la població va disminuir des de quaranta mil a vuit mil habitants. L'any 1559 va ser annexionat als territoris de Cosme el darrer reducte senès: Montalcino.

## Gran Duc de Toscana

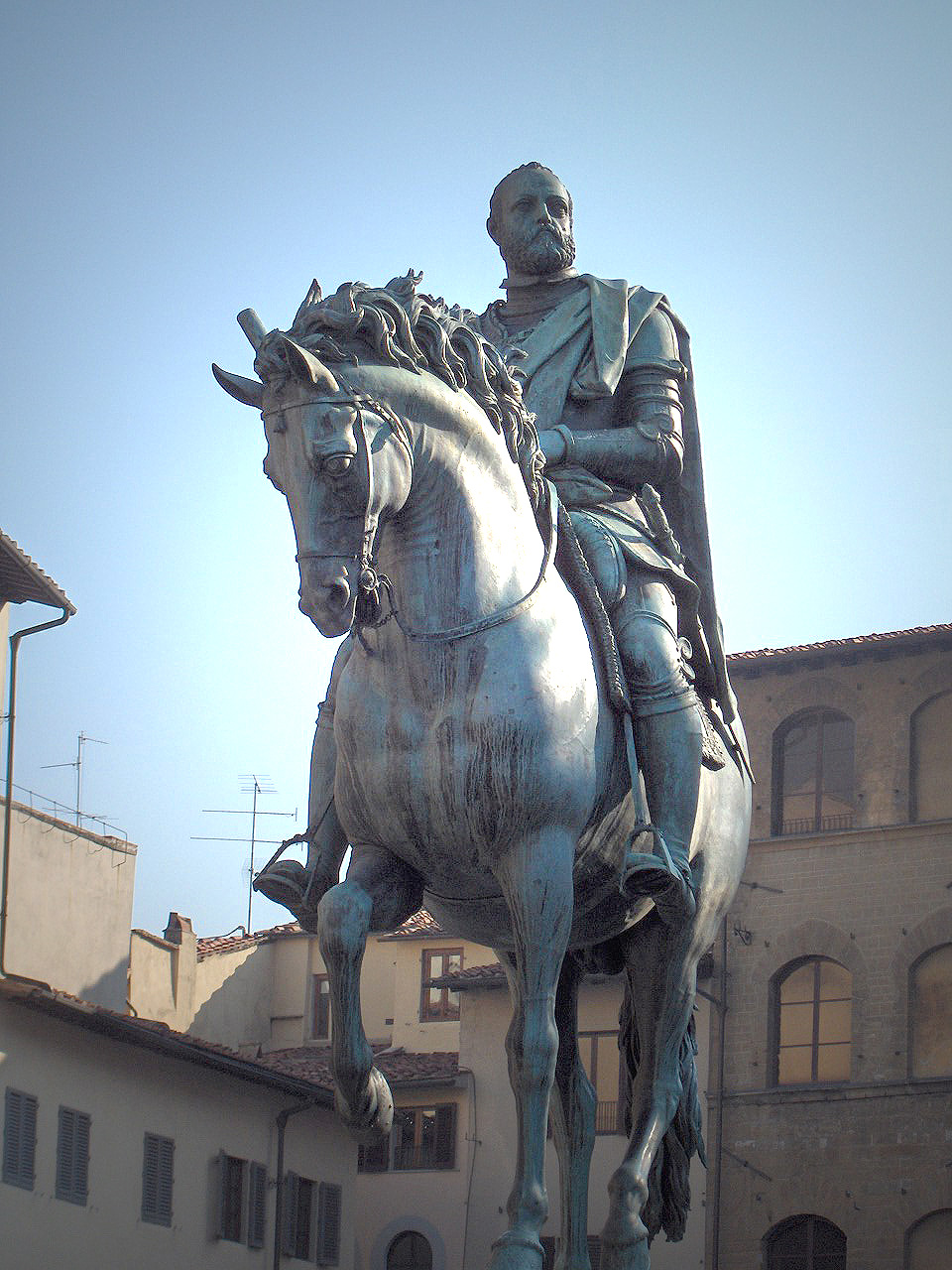
Estàtua eqüestre, per Giambologna. (Piazza della Signoria, Florència).

L'any 1569 es va constituir el Gran Ducat de Toscana, sent-ne escollit el primer Gran Duc. Va ser un generós mecenes d'artistes i va desenvolupar l'armada florentina, que participaria en la batalla de Lepant, i que va confiar a la seua nova creació, l'Orde Militar dels Cavallers de Sant Esteve Papa i Màrtir. També va ser un actiu promotor d'infraestructures militars en un intent de protegir el seu Estat del freqüent pas d'exèrcits estrangers (en són exemples les noves fortaleses de Siena, Arezzo i Sansepolcro; les noves muralles de Pisa i Fivizzano; i els fortins de Portoferraio, a l'illa d'Elba, i Terra del Sole). A canvi de l'ajuda financera que va prestar a Carles V va aconseguir la retirada de la Toscana de les guarnicions imperials espanyoles, fet que va ajudar a disminuir l'àmplia influència espanyola a Itàlia.
Cosme era un governant despòtic, que a més va gravar la població amb feixucs impostos per finançar els seus projectes. Per a evitar els atemptats contra la seua persona va crear una guàrdia personal de mercenaris suïssos. L'any 1548 va fer assassinar a Venècia el seu parent Lorenzino, el darrer Mèdici aspirant al tron de Florència.
En els últims deu anys del seu regnat, enfonsat per la mort de dos dels seus fills a causa de la malària, Cosme va delegar el poder en el seu fill i successor Francesc. Va retirar-se a la seua Vil·la de Castello, a la rodalia de Florència, on morí el 21 d'abril de 1574. Està enterrat a la Basílica de Sant Llorenç de Florència.

### Cosme i les arts
Entre les seues moltes realitzacions es troba la creació dels Uffizi, edifici originalment concebut per ser la seu del Govern, el qual avui dia és un dels museus d'art més importants del món. També va acabar el Palau Pitti com a residència de la família Mèdici i va crear els magnífics Jardins de Boboli, darrere del palau. Va ser un gran mecenes, hi va donar suport, entre d'altres, als pintors i escultors Giorgio Vasari, Benvenuto Cellini, Pontormo, Bronzino, a l'arquitecte Lanci, als historiadors Scipione Ammirato i Benedetto Varchi, i a músics com ara Matteo Rampollini, qui va compondre la música per les festes de les seves noces amb Elionor de Toledo. L'italià Francesco Corteccia també va compondre un intermezzi per aquesta celebració. Va ser també un gran apassionat de l'alquímia, afecció que va heretar de la seua àvia Caterina Sforza.
A la Piazza della Signoria —principal plaça de Florència— hi ha una gran estàtua eqüestre de Cosme de Mèdici, erigida l'any 1598 per Giambologna.

## Núpcies i descendents

### Primeres núpcies

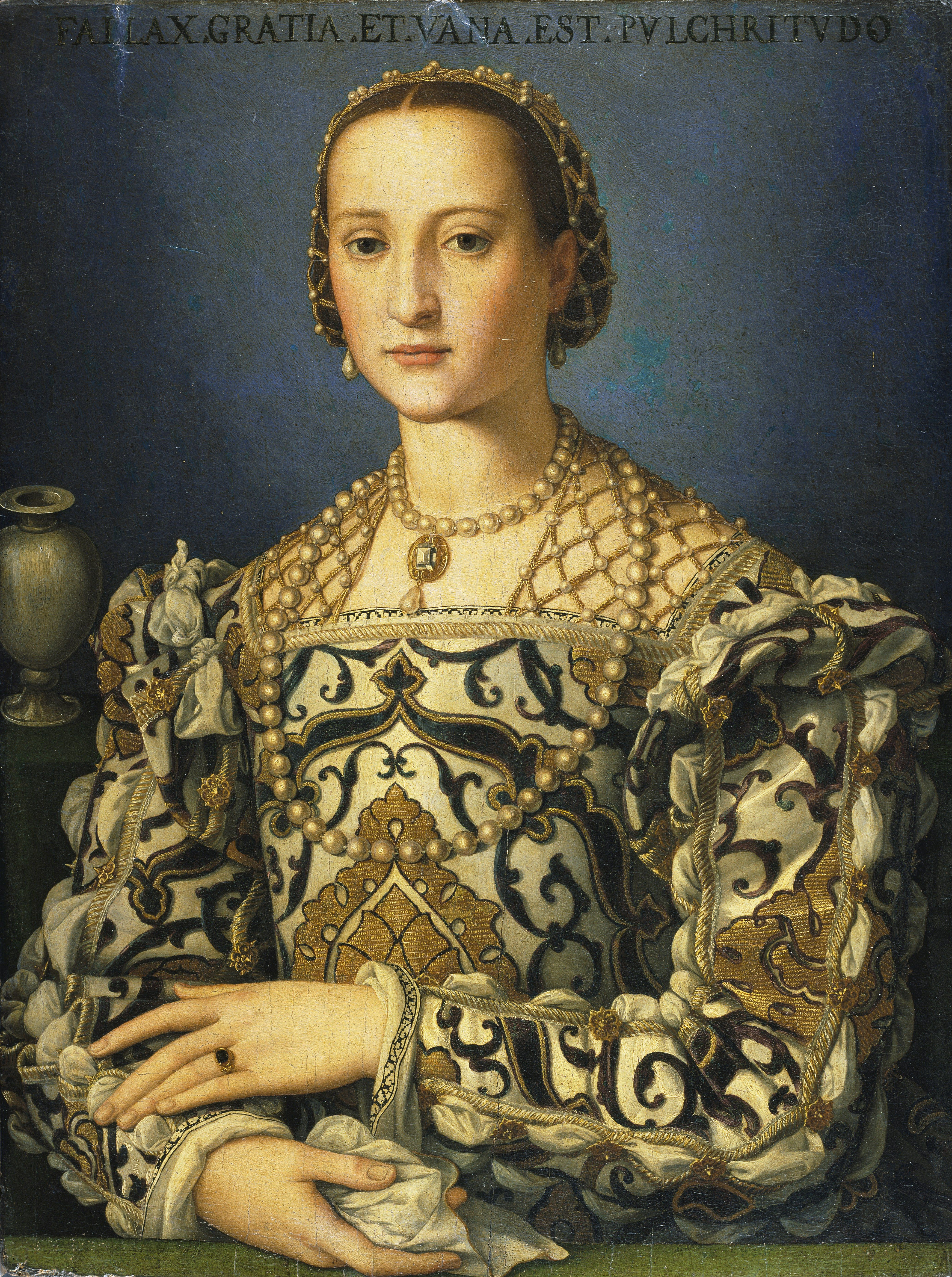
Elionor de Toledo, Gran Duquessa de Toscana, qui va comprar el Palau Pitti l'any 1549 per a la família Mèdici.

Es va casar, en primeres núpcies, el 29 de març de 1539 a la Catedral de Florència amb Elionor de Toledo, filla de Don Pedro Álvarez de Toledo, virrei espanyol de Nàpols. D'aquesta unió nasqueren:
- Maria de Mèdici (1540-1557)
- Francesc I de Mèdici (1541-1587), Gran Duc de Toscana
- Isabella de Mèdici (1542-1576), casada el 1565 amb Paolo Giordano I Orsini
- Joan de Mèdici (1543-1562), bisbe de Pisa i cardenal
- Lucrècia de Mèdici (1544-1561), casada el 1558 amb Alfons II d'Este
- Pere de Mèdici (1546-1547)
- Garcia de Mèdici (1547-1562)
- Antoni de Mèdici (1548)
- Ferran I de Mèdici (1549-1609), Gran Duc de Toscana
- Anna de Mèdici (1553)
- Pere de Mèdici (1554-1604)

Elionor va usar com a nom de casada Elionor de Toledo-de Mèdici. El seu rostre continua sent familiar, degut als solemnes i distants retrats que va fer-ne el pintor Agnolo Bronzino. El més famós d'aquests retrats és el que la representa amb el seu fill Joan el qual es conserva a la Galeria dels Uffizi. Elinor va aportar als Mèdici el Palau Pitti i sis fills per a assegurar la successió i quatre filles per a connectar la casa Mèdici amb les més importants dinasties italianes. Va donar suport a la recent Companyia de Jesús. Elionor va morir de malària, igual que els seus fills Joan i Garcia, l'any 1562, quan tenia només quaranta anys. Tots tres van contraure la malaltia mentre viatjaven a Pisa.

### Segones núpcies
Es casà, en segones núpcies, el 29 de març de 1570 amb Camilla Martelli. D'aquesta unió nasqué una filla:
- Virgínia de Mèdici (1568-1615), casada el 1586 amb Cèsar I d'Este

### Fills il·legítims
Abans de casar-se per primera vegada va tenir una filla il·legítima:
- Bia de Mèdici (1536-1542)

Va tenir dos fills amb la seua amant Eleonora degli Albrizzi:
- Filla de nom desconegut (1566)
- Giovanni de Mèdici (1567-1621)